# ジョン・ルーソン＝ゴア (初代ゴア伯爵)

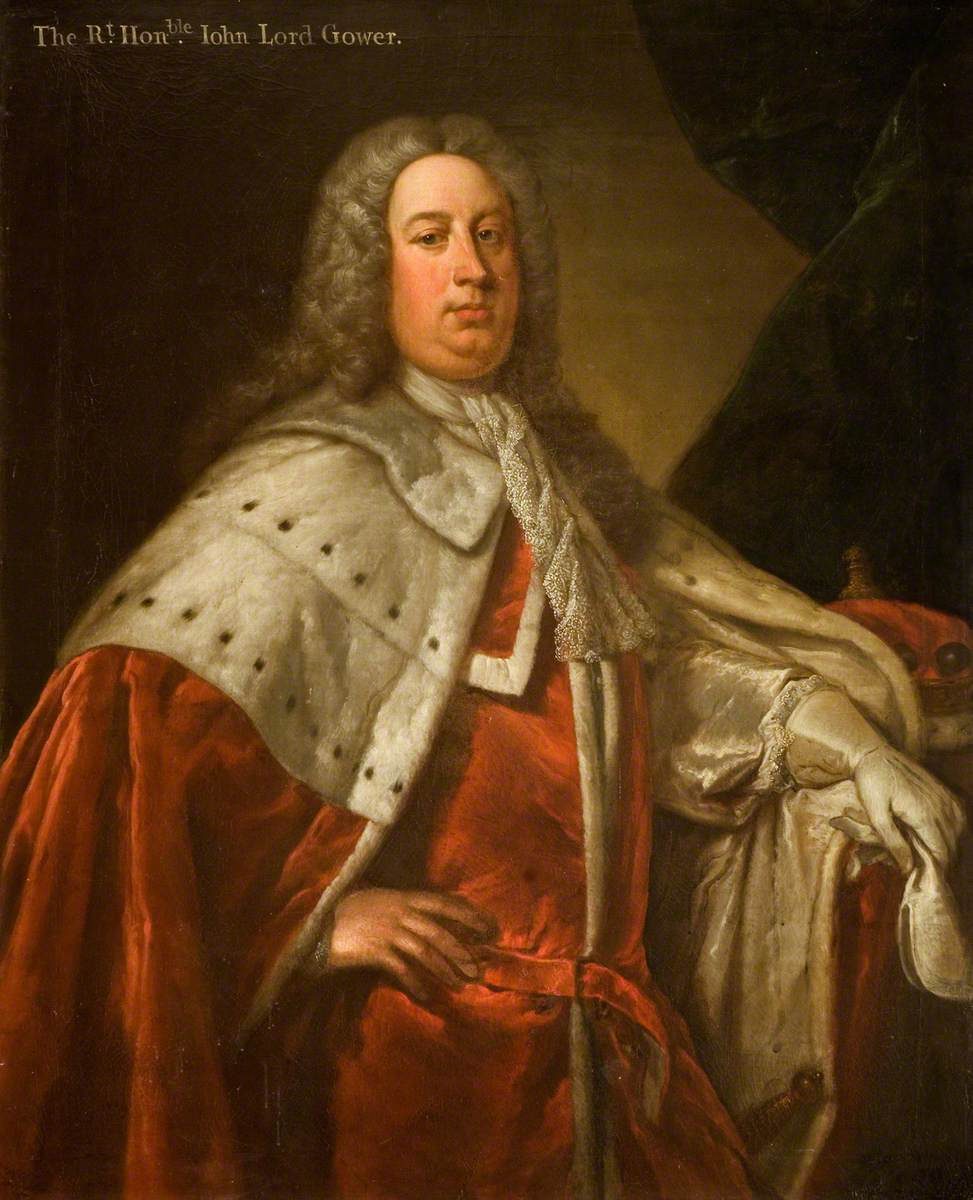
初代ゴア伯爵ジョン・ルーソン＝ゴア

初代ゴア伯爵ジョン・ルーソン＝ゴア（英語: John Leveson-Gower, 1st Earl Gower, PC、1694年8月10日 - 1754年12月25日）は、イギリスの政治家、貴族。

## 経歴
1694年8月10日、初代ゴア男爵ジョン・ルーソン＝ゴアとその妻キャサリン(初代ラトランド公爵ジョン・マナーズの娘)の間の長男として生まれる。
アダムス・グラマー・スクールを経てオックスフォード大学クライスト・チャーチへ進学。
1709年8月31日の父の死により第2代ゴア男爵の爵位を継承し、成人後貴族院議員に列する。
1742年7月にはスタッフォードシャー主席治安判事に就任するとともに王璽尚書に就任した。
1746年7月8日にゴア伯爵とトレンサム子爵に叙せられた。
1754年12月25日に死去した。

## 家族
1712年3月13日、初代キングストン＝アポン＝ハル公爵エヴリン・ピアポントの娘エヴリン（1727年6月26日没）と結婚。彼女との間に4男7女をもうけた。
- ジョン（1712年11月28日 – 1723年7月15日[4]）
- キャサリン - 夭折[4]
- ガートルード（Gertrude、1715年2月15日 – 1794年7月1日） - 1737年4月2日、第4代ベッドフォード公爵ジョン・ラッセルと結婚、子供あり[4]
- ウィリアム（1716年2月17日 – 1739年4月4日） - 生涯未婚[4]
- メアリー（1717年10月30日 – 1778年4月30日） - 1744年ごろ、第7代準男爵サー・リチャード・ロッテスリー（英語版）（1769年7月20日没）と結婚、子供あり[4]
- フランシス（1720年8月12日 – 1788年） - 1744年、ジョン・サックヴィル卿（英語版）と結婚[4]
- グランヴィル（1721年8月4日 – 1803年10月26日） - 初代スタッフォード侯爵、第2代ゴア伯爵[4]
- エリザベス（1724年1月20日 – 1784年4月28日） - 1751年5月7日、第3代ウォルドグレイヴ伯爵ジョン・ウォルドグレイヴと結婚[4]
- エヴリン（1725年1月26日 – 1763年4月14日） - 1744年6月29日、初代アッパー・オソリー伯爵ジョン・フィッツパトリックと結婚。1759年2月6日、リチャード・ヴァーノン（Richard Vernon）と再婚[4]
- リチャード（1726年4月30日 – 1753年10月19日） - 庶民院議員、生涯未婚[4]
- ダイアナ（1727年5月31日 – 1737年[4]）

1733年10月31日、ペネロープ・アトキンス（Penelope Atkins、1734年8月19日没、第7代準男爵サー・ジョン・ストンハウスの娘、第4代準男爵サー・ヘンリー・アトキンスの未亡人）と再婚、1女をもうけた。
- ペネロープ（1734年6月 – 1742年2月26日[4]）

1736年5月16日、メアリー・グレイ（1785年2月12日没、第6代サネット伯爵トマス・タフトンの娘、ハロルド伯爵アンソニー・グレイの未亡人）と再婚、2男をもうけた。
- トマス（1738年8月23日 – ?） - 早世
- ジョン（英語版）（1740年7月11日   – 1792年8月28日） - 海軍軍人。1773年7月5日、フランシス・ボスコーエン（Frances Boscawen、1813年7月14日没、エドワード・ボスコーエン閣下の娘）と結婚、子供あり[4]